# Eerste divisie (mannenhandbal) 1988/89
De eerste divisie is de op een na hoogste afdeling van het Nederlandse handbal bij de heren op landelijk niveau. In het seizoen 1988/1989 werden ESCA en BHC kampioen en promoveerden naar de eredivisie. AHC '31, Hellas '57, De Gazellen en Hellas 2 degradeerden naar de tweede divisie.

## Opzet
- De kampioen promoveert rechtstreeks naar de eredivisie (mits er niet al een hogere ploeg van dezelfde vereniging in de eredivisie speelt).
- De twee ploegen die als laatste eindigen, degraderen rechtstreeks naar de tweede divisie.

## Eerste divisie A

### Teams
| Ploeg          | Plaats      | Provincie     |
| -------------- | ----------- | ------------- |
| Aalsmeer 2     | Aalsmeer    | Noord-Holland |
| AHC '31        | Amsterdam   | Noord-Holland |
| Attila         | Utrecht     | Utrecht       |
| CSV            | Akersloot   | Noord-Holland |
| ESCA           | Arnhem      | Gelderland    |
| de Griffioen   | Wolvega     | Friesland     |
| Hellas '57     | Leeuwarden  | Friesland     |
| Olympia H      | Hengelo     | Overijssel    |
| OAD/OSC        | Slotervaart | Noord-Holland |
| Sparta '75     | Groningen   | Groningen     |
| Swift Arnhem 2 | Arnhem      | Gelderland    |
| Volendam       | Volendam    | Noord-Holland |

### Stand
| Pos | Club           | Wed | Ptn | Opmerking                         |
| --- | -------------- | --- | --- | --------------------------------- |
| 1   | ESCA           | 22  | 39  | Promoveert naar de eredivisie     |
| 2   | OAD/OSC        | 22  | 36  |                                   |
| 3   | Aalsmeer 2     | 22  | 33  |                                   |
| 4   | Volendam       | 22  | 31  |                                   |
| 5   | Olympia H      | 22  | 25  |                                   |
| 6   | Sparta '75     | 22  | 21  |                                   |
| 7   | CSV            | 22  | 18  |                                   |
| 8   | Swift Arnhem 2 | 22  | 16  |                                   |
| 9   | Attila         | 22  | 15  |                                   |
| 10  | de Griffioen   | 22  | 13  |                                   |
| 11  | AHC '31        | 22  | 12  | Degradeert naar de Tweede divisie |
| 12  | Hellas '57     | 22  | 5   | Degradeert naar de Tweede divisie |

## Eerste divisie B

### Teams
| Ploeg           | Plaats     | Provincie     |
| --------------- | ---------- | ------------- |
| BHC             | Panningen  | Limburg       |
| EDH             | Delft      | Zuid-Holland  |
| De Gazellen     | Doetinchem | Gelderland    |
| Hellas 2        | Den Haag   | Zuid-Holland  |
| Laren           | Laren      | Noord-Holland |
| Loreal          | Venlo      | Limburg       |
| Pius X          | Eindhoven  | Noord-Brabant |
| Quintus         | Kwintsheul | Zuid-Holland  |
| Seijst          | Zeist      | Utrecht       |
| VGZ/Sittardia 2 | Sittard    | Limburg       |
| Holblox/Swift   | Roermond   | Limburg       |
| Tongelre        | Eindhoven  | Noord-Brabant |

### Stand
| Pos | Club            | Wed | Ptn | Opmerking                         |
| --- | --------------- | --- | --- | --------------------------------- |
| 1   | BHC             | 22  | 36  | Promoveert naar de eredivisie     |
| 2   | EDH             | 22  | 32  |                                   |
| 3   | Tongelre        | 22  | 28  |                                   |
| 4   | Holblox/Swift   | 22  | 23  |                                   |
| 5   | Laren           | 22  | 23  |                                   |
| 6   | Seijst          | 22  | 22  |                                   |
| 7   | Pius X          | 22  | 21  |                                   |
| 8   | Quintus         | 22  | 21  |                                   |
| 9   | Loreal          | 22  | 18  |                                   |
| 10  | VGZ/Sittardia 2 | 22  | 16  |                                   |
| 11  | De Gazellen     | 22  | 15  | Degradeert naar de Tweede divisie |
| 12  | Hellas 2        | 22  | 9   | Degradeert naar de Tweede divisie |